# 穂積秀一
穂積 秀一（ほずみ しゅういち、1959年12月8日 - 2017年1月11日）は、日本のプロボクサー。群馬県邑楽郡出身。帝拳ボクシングジム所属、駒込高等学校卒業。
ライトフライ級とフライ級で日本タイトル2階級制覇（フライ級史上最多6度防衛）、WBA世界フライ級王座に2度挑戦。
担任トレーナーは当初は小林弘、途中から桑田勇。現役時代はKKベストセラーズに勤務していた。

## 来歴
東邦ジム練習生としてアマチュアボクシングを経験（通算16戦8勝8敗）。
1977年11月30日、高校3年でプロデビュー。
1980年8月29日、日本ライトフライ級王者友利正に挑戦し、2-0の判定勝ちで王座を獲得した。その後、王座を返上した。
1980年11月23日、OPBF東洋太平洋フライ級王者楊弘洙に挑戦し、9回KO負けで王座獲得ならず。
1981年10月5日、日本フライ級王者玉城和昌に挑戦し、0-2の判定負けで王座獲得ならず。
1982年11月15日、日本フライ級王者船木一良に挑戦し、3-0の判定勝ちで日本2階級制覇に成功した。1983年2月4日、初防衛戦で船木と再戦し、判定勝ちで王座防衛に成功した。
1983年5月5日、23戦目で世界王座初挑戦。静岡県静岡市の静岡県産業展示場（現在の静岡産業支援センター）特設リングにて、WBA世界フライ級王者サントス・ラシアルに挑戦し、2回KO負けで世界王座獲得ならず。
その後、石井幸喜、風来ゆうと、打越芳幸、竹下鉄美、榊原隆史を相手に日本フライ級王座の防衛に成功（通算6度）し、2度目の世界王座挑戦前に日本王座を返上した。
1986年4月7日、山梨県韮崎市の韮崎市総合運動公園体育館にて、WBA世界フライ級王者イラリオ・サパタに挑戦し、0-3の判定負け。2度目の世界王座挑戦も失敗した。
1987年1月24日、韓国・ソウル市での試合を最後に引退した。
2017年1月11日、癌のため死去していたことがわかった。57歳だった。

## 獲得タイトル
- 第3代日本ライトフライ級王座（防衛0度）
- 第31代日本フライ級王座（防衛6度）